# Родничное
Родничное — село в Переволоцком районе Оренбургской области, входит в состав Кубанского сельсовета.

## География
Село находится на расстоянии 55 км (по прямой) к северо-востоку от посёлка Переволоцкий, административного центра района.

### Часовой пояс
Село Родничное, как и вся Оренбургская область, находится в часовой зоне МСК+2. Смещение применяемого времени относительно UTC составляет +5:00.

## История
Село основано немцами в 1900—1901 годах.

## Население
| 1903 | 1917 | 1920 | 1926 | 1930 | 1976 | 2002 |
| ---- | ---- | ---- | ---- | ---- | ---- | ---- |
| 100  | ↗258 | ↘246 | ↘217 | ↗223 | ↗329 | ↘201 |
| 2010 |      |      |      |      |      |      |
| ↗257 |      |      |      |      |      |      |

### Национальный состав
Согласно результатам переписи 2002 года, в национальной структуре населения русские составляли 63 % из 201 чел.